# 国立病院機構弘前総合医療センター
独立行政法人国立病院機構弘前総合医療センター（どくりつぎょうせいほうじんこくりつびょういんきこうひろさきそうごういりょう - ）は、青森県弘前市にある医療機関。独立行政法人国立病院機構が運営する病院である（国立弘前病院⇒国立病院機構弘前病院）。政策医療分野におけるがん、成育医療、エイズの専門医療施設であり、地域周産期母子医療センター、エイズ治療拠点病院などの指定を受ける。そのほかに呼吸器疾患、骨・運動器疾患、肝疾患も手がける。看護学校を併設する。

## 沿革

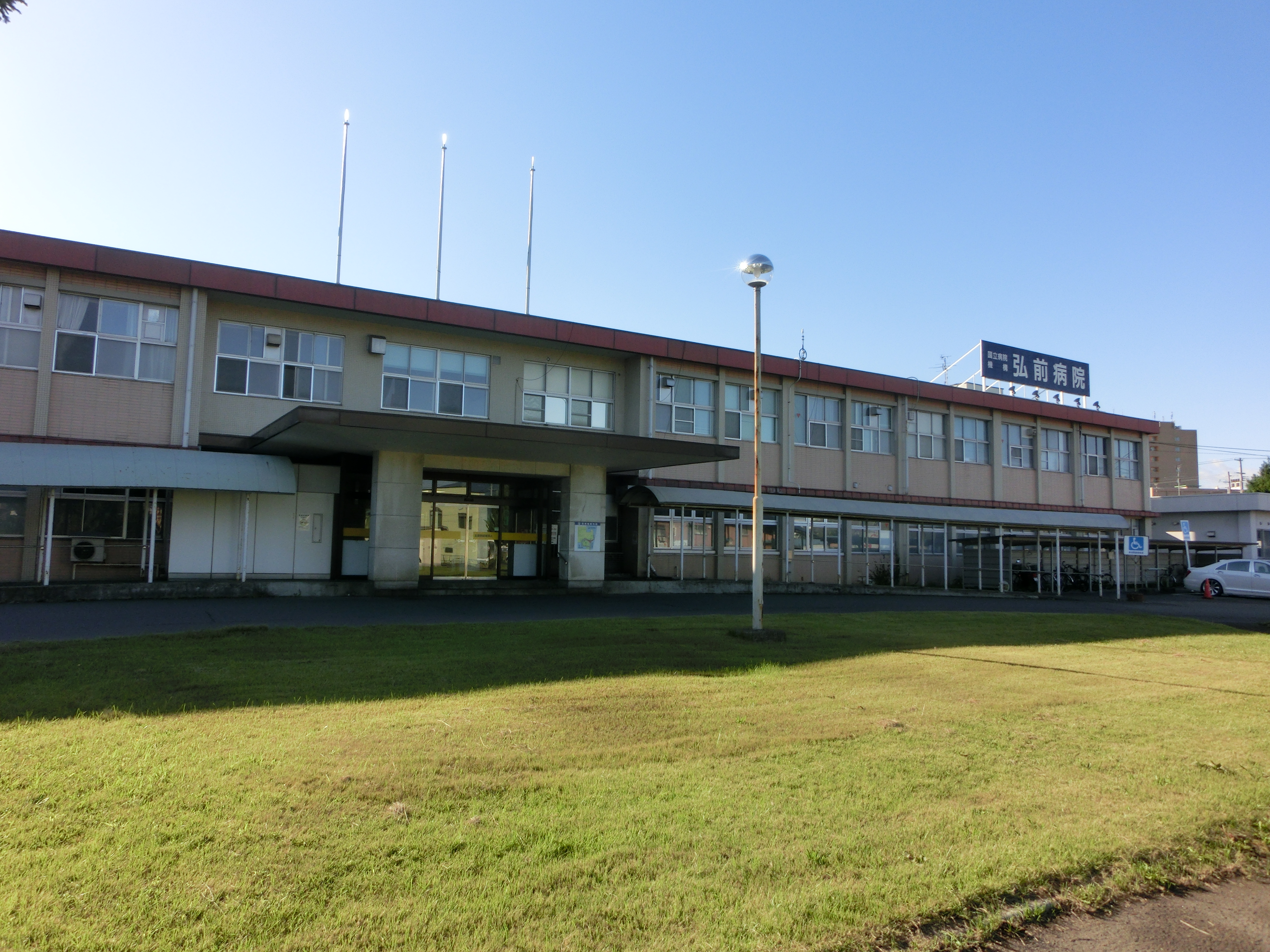
弘前病院時代の正面入り口

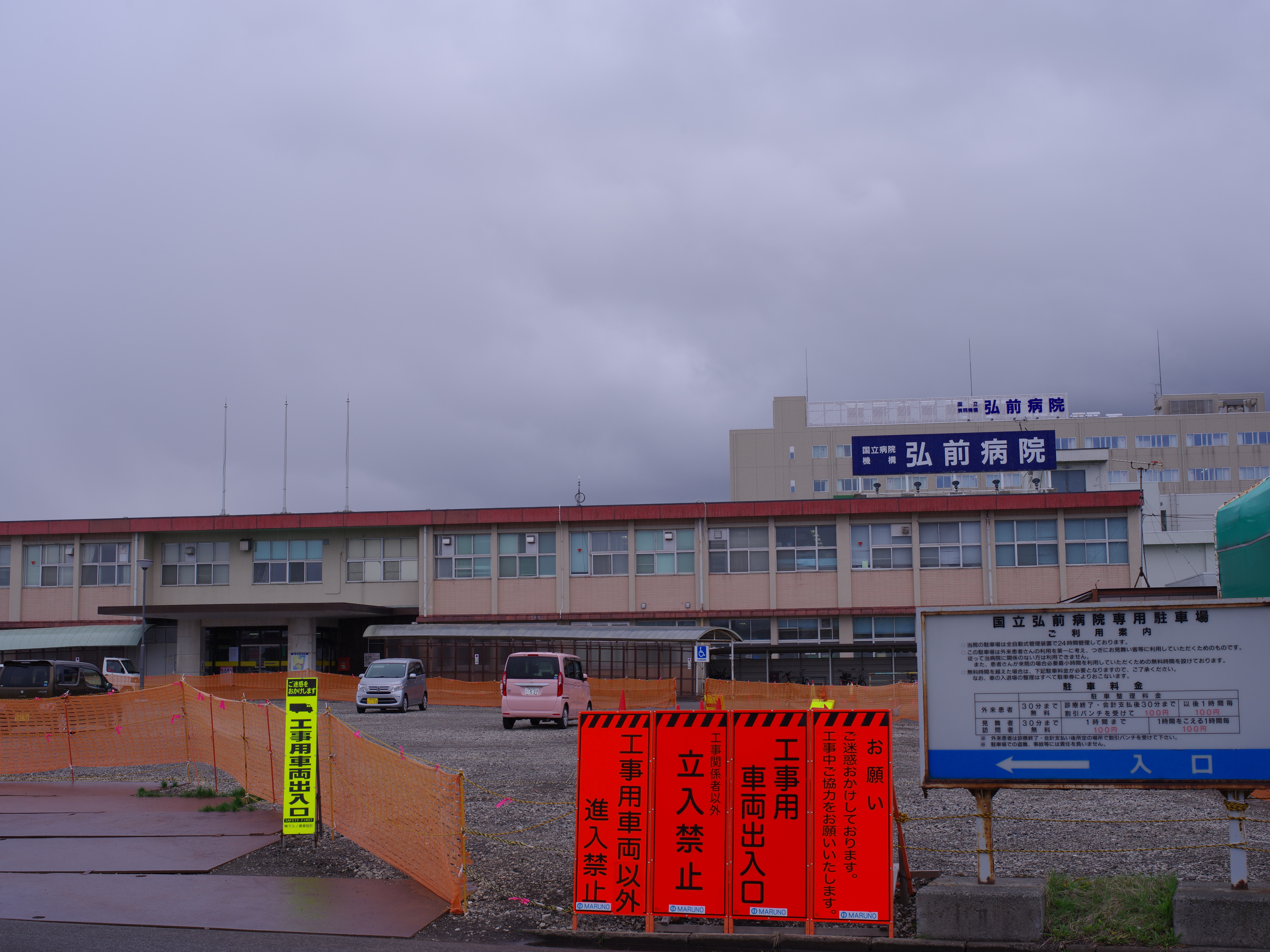
弘前総合医療センター工事中。一番奥に見える建物が2011年使用開始された新病棟（2020年4月撮影）

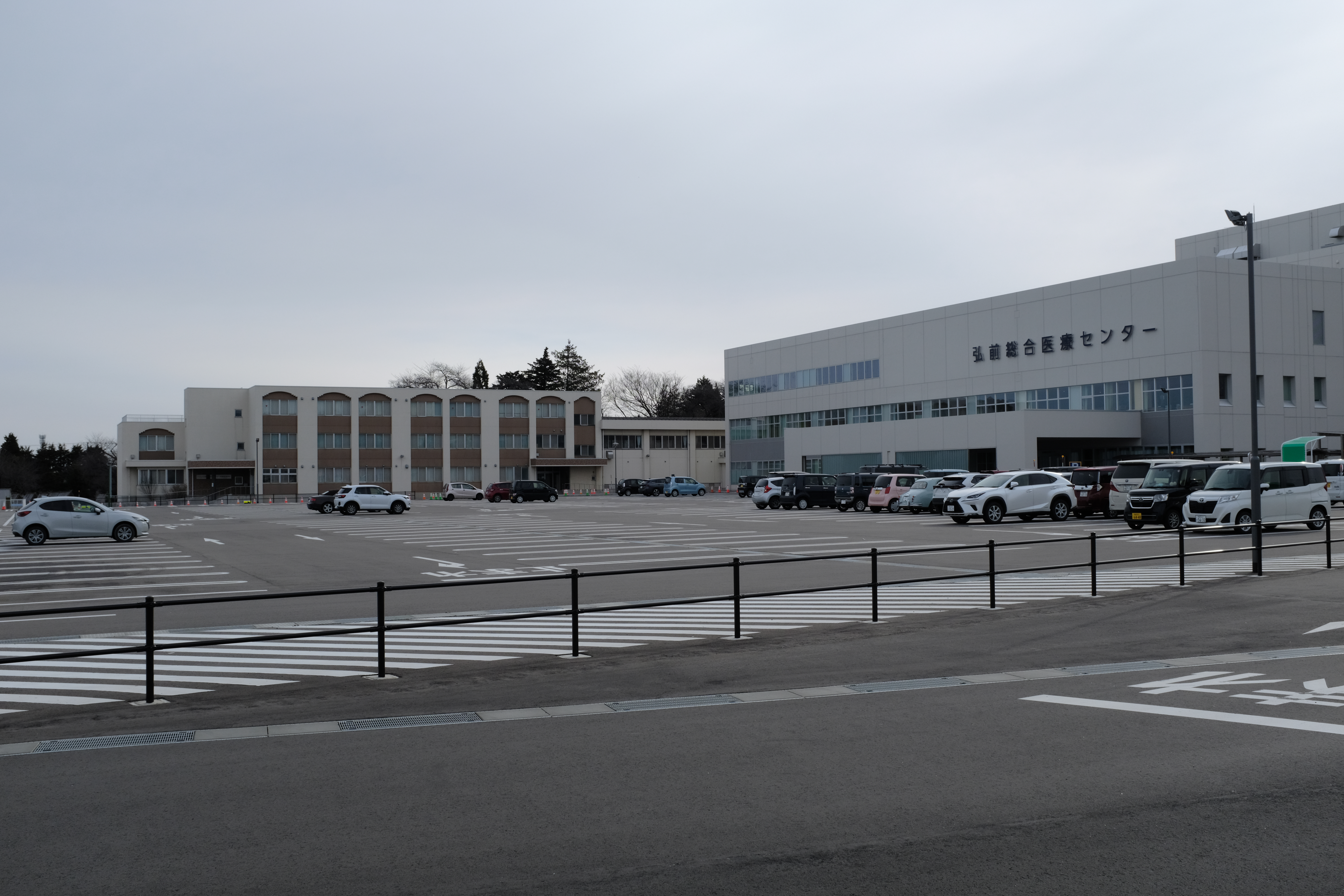
附属看護学校（2024年3月撮影）

- 1897年8月23日 - 弘前衛戍病院として創設。
- 1936年11月10日 - 弘前陸軍病院となる。
- 1945年12月1日 - 陸軍病院が陸軍省より大蔵省を通じて厚生省に移管され、国立弘前病院発足。
- 1947年8月11日 - 昭和天皇の戦後巡幸。天皇が病棟を周り患者らを慰問、傷痍軍人らに「お言葉」をかける[1]。
- 1953年4月 - 附属看護学校設立
- 2001年1月6日 - 厚生労働省に移管。
- 2004年4月1日 - 独立行政法人国立病院機構発足に伴い、現名称に変更。
- 2011年10月18日 - 新病棟使用開始。
- 2018年10月 - 弘前市立病院と統合を発表。2022年に開始する予定[2]。
- 2020年2月21日 - 「国立病院機構弘前総合医療センター」を発表[3]。
- 2022年1月21日 - 青森県災害拠点病院と災害派遣医療チーム（DMAT）の指定病院にすることを報告した[4]。
- 2022年4月1日 - 国立病院機構弘前総合医療センターを開院[5]。

## 診療科
- 循環器内科
- 精神科
- 呼吸器科
- 消化器・血液内科
- 小児科
- 外科
- 整形外科
- 脳神経外科
- 皮膚科
- 泌尿器科
- 産婦人科
- 眼科
- 耳鼻咽喉科
- 放射線科
- 麻酔科
- 歯科

## 医療機関の指定等
- 保険医療機関
- 救急告示医療機関
- 労災保険指定医療機関
- 指定自立支援医療機関（更生医療・育成医療・精神通院医療）
- 生活保護法指定医療機関
- 結核指定医療機関
- 指定養育医療機関
- 戦傷病者特別援護法指定医療機関
- 原子爆弾被害者医療指定医療機関
- 臨床研修指定病院（管理型・協力型）
- エイズ治療拠点病院
- 特定疾患治療研究事業委託医療機関
- 地域周産期母子医療センター

## 周辺の施設
- 弘前大学
- 弘前大学教育学部附属特別支援学校

## 交通アクセス
- JR東日本奥羽本線弘前駅中央口3番のりばより弘南バス小栗山線で弘前総合医療センター前下車。

## 弘前市内の他の医療機関
- 弘前大学医学部附属病院 - 特定機能病院。地域がん診療連携拠点病院、エイズ治療拠点病院、肝疾患診療連携拠点病院などの指定がある。
- 弘前市立病院 - 災害拠点病院などの指定があったが、2022年3月31日に閉院。